# Lise Nees
Lise Nees er en dansk sangerinde.

## Uddannelse
Lise Nees startede allerede som 10 årig med at modtage solo-sangundervisning. Hun tog en musik-sproglig studentereksamen ved Odense Katedralskole og fortsatte derefter med sangstudier hos prof. Peer Birch, Århus. Dette førte til optagelse ved Det Fynske Musikkonservatorium, og i 1990 afsluttede hun med en musikpædagogisk diplomeksamen i sang, sangpædagogik og med korledelse som bifag.
Siden har hun videreuddannet sig indenfor musicalsangteknik hos bl.a. Elizabeth Howell (der også var Barbra Streisands sanglærer), Tony-Award-Winner Victoria Clark (singing teacher), David Brunetti (acting songs), Jack Lee (vocal coach og kapelmester på Broadway), George Kakatzakis (drama) samt adskille danselærere i ballet, jazz dans, step og musicaldans.
På den baggrund har hun skrevet bøgerne "Syng Musical" og "Syng Mere Musical" - begge er udgivet på musikforlaget Edition Wilhelm Hansen.

## Karriere
Allerede som 13-årig medvirkede hun i Sommer i Tyrol på Odense Teater og sæsonen efter i rollen som mælkepigen i "Oliver". Mens hun går på Musikkonservatoriet bliver hun optaget i både Den Jyske Operas Kor ("Ragnarok", "Den Glade Enke", "Fidelio") og Danmarks Radios Koncertkor. Hun medvirker også i Odense Teaters opsætninger af "Marie Grubbe" og "GAME - legen over stregen".
Lise medvirker i den skandinaviske premiere og opsætning af "Les Misérables" på Odense Teater i 1991, og dette fører til, at hun bliver headhuntet af Morten Grunwald til samme forestilling på Østre Gasværk Teater. Udover sin plads i ensemblet er hun også understudy på rollerne som Eponine og Cosette - samtidig. Hun spiller i øvrigt denne forestilling 215 gange.
I 1993 spillede Lise den kvindelige hovedrolle som Kristine i "Tordenskiold" på Gladsaxe Teater sammen med bl.a. Øystein Wiik og Stig Rossen. Forestillingen turnerede hun senere med i en koncertversion i Norge. Året efter medvirkede hun i The Sound of Music på Amagerscenen, hvor hun spillede rollen som Søster Berthe og var understudy på hovedrollen som Maria. Lise medvirker også i Danmarks turneen på "Chess" som sopran i rockkoret og understudy på rollen som Florence.
I en årrække medvirkede hun i musicals på Gladsaxe Teater: "Hans Christian Andersen'", hvor hun spillede den kvindelige hovedrolle som Den Svenske Nattergal/Jenny Lind og sammen med komponisten Sebastian udformede de koloraturer, som også kan høres på cd´en fra forestillingen. Siden blev det social-realisme med rollen som Den Unge Prostituerede i Bertolt Brechts "Det Gode Mennesker Fra Sezuan". Og i 1997 medvirker Lise i "Cyrano", hvor hun også er understudy på den kvindelige hovedrolle som Roxanne. Denne rolle kommer hun dog aldrig til at spille, for hun headhuntes igen til Århus Teater til rollen som Irene i Gershwins "Crazy For You". Denne rolle spiller hun efterfølgende også på Det Ny Teater.
I 2015 lavede hun one-woman-teaterkoncerten "Send In The Clowns" med sange af den amerikanske musicalkomponist- og tekstforfatter Stephen Sondheim på Den Fynske Opera.
Lise Nees har desuden været sanginstruktør på følgende forestillinger: "Sweeney Todd" (Odense Teater), "Assassins" + "Into The Woods" + Pippin" + Urinetown" + "To Herrer fra Verona" + "Personals" (Væksthuset/Gladsaxe Teater) og "Mød Mig På Cassiopeia" + "Annie" (Amagerscenen). Og hun har afholdt master-classes/kurser for bl.a. Den Danske Scenekunstskole/Musicalakademiet, Dansk Skuespillerforbund, Det Kgl. Danske Musikkonservatorium, Det Fynske Musikkonservatorium og Dansk Musiker Forbund.
Lise Nees har modtaget følgende legater: Wilhelm Hansen Fondens Legat, Dansk Skuespillerforbunds Musicallegat, Ann Margrethe Schous Legat og Irma Larnés legat.
Hun har været formand for Musicaludvalget i Dansk Skuespillerforbund fra 2002-2022.